# Russischer Faulholzkäfer

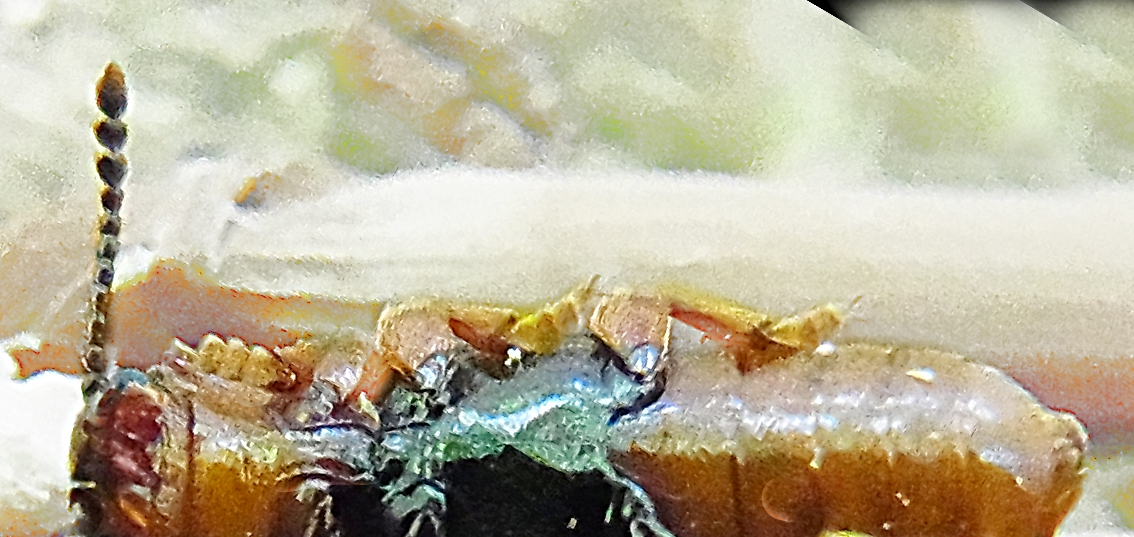
Ausschnitt Unterseite (Färbung)

Der Russische Faulholzkäfer (Triplax russica), auch unter dem deutschen Synonym Schwarzfühleriger Pilzkäfer bekannt, ist ein Käfer aus der Familie Erotylidae.

## Merkmale
Russische Faulholzkäfer werden 5 bis 6,5 Millimeter lang. Die Flügeldecken stehen mit ihrer schwarzen Färbung im Kontrast zu Kopf, Thorax und Beinen, die gelbrot gefärbt sind. Die Körperform ist oval und leicht nach oben gewölbt. Der Chitin-Panzer ist insgesamt sehr glatt, doch auf den Flügeldecken kann man schwach Längsreihen aus Punkten erkennen. Die dunkelbraunen Fühler sind recht lang und verdicken sich am Ende zu einer Keule. Das dritte Fühlerglied ist länger als das zweite.
Die Unterseite der Mittel- und Hinterbrust ist schwarz, die übrigen Teile orangegelb (Bild).

### Ähnliche Arten
- Triplax aenea (Schaller, 1783). Flügeldecken metallisch blau oder grün, Unterseite orangegelb

### Synonyme
- Silpha castanea Marsham, 1802[1]
- Triplax flavoscutellata Roubal, 1934[1]
- Ips nigripennis Fabricius, 1793[1]
- Tritoma nigripennis Latreille, 1804[1]
- Chrysomela palliata Schranck, 1798[1]
- Anthribus rubra De Geer, 1775[1]

## Vorkommen
Die Tiere sind in Europa sehr weit verbreitet und bewohnen Laubwälder. In Südeuropa leben sie in gebirgigen Regionen. Außerhalb Europas findet man die Art in Nordafrika (Algerien) und im Kaukasus.

## Lebensweise
Sie sind sehr vom Vorkommen ihrer Nahrung abhängig, die zum Großteil aus Baumpilzen besteht. Diese Pilze finden sie vor allem an Ahorn, Birken, Buchen und Obstbäumen. Einen weiteren Bestandteil ihrer Nahrung bilden Schimmelpilze, die die Käfer unter faulender Rinde finden. Durch den Abbau solcher Organismen nehmen sie im Wald eine wichtige Rolle ein. Die Larven leben ebenfalls in und von Baumschwämmen. Nach mehreren Häutungen verpuppen sie sich im Boden. Aus der Puppe schlüpft der fertige Käfer.